# GJ 1002
GJ 1002 – gwiazda w gwiazdozbiorze Wieloryba, odległa o 15,8 roku świetlnego od Słońca. Ma układ planetarny, w którym znajdują się dwie znane planety.

## Charakterystyka
GJ 1002 jest czerwonym karłem, gwiazdą ciągu głównego należącą do typu widmowego M5,5. Ma jasność równą 0,14% jasności Słońca i temperaturę ok. 3000 K. Jej masa to około 12% masy Słońca, a promień jest oceniany na 14% promienia Słońca.

## Układ planetarny
Gwiazdę okrążają przynajmniej dwie planety, odkryte w 2022 roku. Obie planety mają masę minimalną podobną do masy Ziemi i krążą w obrębie ekosfery gwiazdy, są więc najprawdopodobniej planeta ziemiopodobnymi. Ich temperatury równowagowe (nieuwzględniające wpływu atmosfery) są niższe niż w przypadku Ziemi i Marsa.
| Towarzysz | Masa minimalna [ M🜨 ] | Okres orbitalny [ d ] | Półoś wielka [ au ] | Temperatura równowagowa [ K ] |
| --------- | --------------------- | --------------------- | ------------------- | ----------------------------- |
| b         | 1,08 ± 0,13           | 10,3465 ± 0,027       | 0,0457 ± 0,0013     | 230,9 ± 6,7                   |
| c         | 1,36 ± 0,17           | 21,202 ± 0,013        | 0,0738 ± 0,0021     | 181,7 ± 5,2                   |